# Phreatodessus
Phreatodessus là một chi bọ cánh cứng trong họ Dytiscidae.
Chi này được Ordish miêu tả khoa học năm 1976.

## Các loài
Chi này gồm các loài:
- Phreatodessus hades Ordish, 1976
- Phreatodessus pluto Ordish, 1991